# Simo Häyhä
Simo Häyhä (en finés: [ˈsimo̞ ˈhæy̯ɦæ]) (17 de diciembre de 1905 - 1 de abril de 2002), apodado Simuna, o por el ejército soviético «Bélaya smért» (en ruso: Белая смерть, en finés: Valkoinen kuolema, y en español: La Muerte Blanca), fue un soldado finlandés que combatió contra los soviéticos durante la Guerra de Invierno, de 105 días de duración, matando a 542 soldados enemigos y convirtiéndose en uno de los francotiradores que más soldados enemigos ha matado en la historia.

## Biografía
Simo Häyhä nació en el pequeño pueblo de Rautjärvi, el 17 de diciembre de 1905, cerca de la actual frontera finlandesa con Rusia, e inició su servicio militar en 1925. 

### Participación en la Guerra de Invierno
Durante la Guerra de Invierno de 1939-1940 entre Finlandia y la Unión Soviética, sirvió como francotirador contra los soviéticos. Actuando a temperaturas que oscilaban entre -20 y -40 °C, y vestido completamente de camuflaje blanco, Häyhä mató a más de 505 soldados enemigos. El recuento diario de los enemigos muertos se llevaba a cabo en el campo de batalla por los mismos francotiradores finlandeses.
Häyhä utilizaba el fusil estándar M28 Pystykorva, una variante finlandesa del fusil soviético Mosin-Nagant, y prefería no usar mira telescópica para no aumentar el tamaño del blanco que ofrecía al enemigo durante los combates, y porque, con frecuencia, los francotiradores eran delatados por el reflejo del sol en las lentes de estas miras. Con tan bajas temperaturas, las miras podían empañarse o romperse con facilidad.
Otra de sus tácticas consistía en compactar la nieve delante de él para que al disparar no se removiera. A su vez, para evitar que el vaho de su aliento le delatase, se llenaba la boca de nieve. Su corta estatura, 1,52 m, también le resultó de gran ayuda a la hora de pasar inadvertido en el combate.
Además de sus bajas con el fusil, Häyhä tiene también acreditado haber matado a otros doscientos soldados con el subfusil finlandés Suomi KP/-31. Häyhä mató a todos los soldados soviéticos durante un periodo de tres meses. El 6 de marzo de 1940, Häyhä fue herido en la cara por una bala explosiva enemiga. Antes de esto, los soviéticos habían elaborado multitud de planes para acabar con él, incluyendo el envío de francotiradores y ataques de artillería, que no consiguieron ningún resultado. Se presume que el disparo que le hirió fue realizado al azar, y las heridas lo dejaron en estado de coma.
Häyhä fue rescatado por sus compañeros, quienes relataron posteriormente que «la mitad de su cara había desaparecido». El 13 de marzo, el mismo día en que se firmó la paz entre la Unión Soviética y Finlandia, Häyhä recuperó el conocimiento. Tras la guerra, fue ascendido de cabo a teniente segundo por el mariscal de campo Carl Gustaf Emil Mannerheim. Ni antes que él ni posteriormente ningún soldado ha obtenido un ascenso en circunstancias tan dramáticas en la historia militar de Finlandia.

### Vida posterior

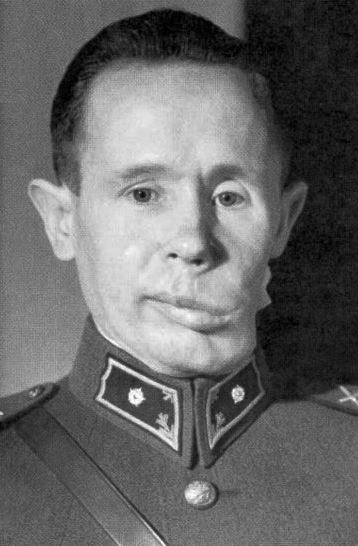
Simo Häyhä en 1940, con su mandíbula deformada a causa de la herida provocada por un proyectil enemigo.

Simo Häyhä tardó varios años en recuperarse de la herida causada por la bala que le había atravesado la mandíbula y le había destrozado la mejilla izquierda. Tras la Segunda Guerra Mundial se dedicó a la caza, sobre todo de alces, y a la cría de perros. En varias ocasiones cazó junto al presidente finlandés Urho Kekkonen.
Cuando en 1998 se le preguntó cómo llegó a ser tan buen tirador, simplemente contestó que «practicando». Sobre su formidable récord de muertes, decía que «Hice lo que se me ordenó lo mejor que pude». Simo Häyhä pasó varios de sus últimos años en una pequeña aldea llamada Ruokolahti, situada en el sudeste de Finlandia cerca de la frontera con Rusia. Falleció el 1 de abril de 2002 por muerte natural.